# جاسمين بهاسين
جاسمين بهاسين (بالإنجليزية: Jasmin Bhasin)‏ ممثلة تلفزيونية هندية عُرفت بدور توينكل تانيجا في المسلسل الهندي الدرامي طاشان إي أشك (Tashan-e-Ishq) ودور تينا في ديل سي ديل تاك (Dil Se Dil Tak).

## حياتها الشخصية
ولدت جاسمين وترعرعت في كوتا في ولاية راجاستان، تخرجت من كلية الضيافة في جايبور.

## مسيرتها المهنية
بدأت جاسمين حياتها المهنية في مجال الأزياء مع الإعلانات المطبوعة والتلفزيونية، تم استدعاؤها مِن قِبل المخرج كريش لإجراء اختبار عن دور في فيلم بعد أن شاهد إحدى اعلاناتها.
في عام 2011، بدأت جاسمين عملها بالتمثيل مع فيلم التاميل «فانام» (Vaanam)، عملت بعد ذلك في العديد من أفلام جنوب الهند مثل «كارودباثي» (Karodpathi) و «فيتا» (Veta) و «ليديز إند جنتل مان» (Ladies & Gentlemen)، كما انها ظهرت في العديد من الإعلانات التجارية للماركات مثل «دابور غولابارا» (Dabur Gulabari) و «أوداونل» (Odonil) و «هيمالايا نيم» (Himalaya Neem)، و «فيس واش» (Face Wash) «وكولجيت» (Colgate) و «ماكدونالدز» (McDonald) و «دايموند شينا» (Diamond Chennai) و «بيبسي» (Pepsi) وإلخ.
في عام 2015، تم اختيار جاسمين لدور توينكل تانيجا في المسلسل الهندي الدرامي طاشان إي أشك (Tashan-e-Ishq) وفازت بجائزة «أفضل ممثلة صاعدة» (best debut) في حفل جوائز «قولد» (Gold awards).
في عام 2017، حصلت على دور تينا في ديل سي ديل تاك (Dil Se Dil Tak).
في عام 2019، لعبت دور «هابي» في مسلسل «ديل توه هابي هاي جا» (Dil toh happy hai ji)، لكنها سرعان ما تركت المسلسل بسبب التغييرات في القصة ولأنها كانت غير مرتاحة وهي تلعب دور الأم على الشاشة.
ظهرت أيضًا كمتسابقة في برنامج «فير فاكتور: أرض الخوف» (Fear Factor: Khatron Ke Khiladi) حيث تم إقصاؤها في دور نصف النهائي.
في نوفمبر 2019، انضمت إلى فريق عمل مسلسل ناغين الموسم الرابع في دور «ناينتارا» (Nayantara)، ثُم لاحقًا في فبراير 2020 قد أنسحبت من المسلسل لأنها كانت «غير راضية» عن طريقة سيناريو شخصيتها في المسلسل، وكشف الممثلة أنها "كانت تعرف دائمًا أن ذلك سيحدث وأن دورها كان فقط لإضافة المزيد من الغموض إلى المسلسل"،
أخبرت الممثلة مجلة بومباي تايمز أن "دوري كان فقط لإضافة غموض. كان من المفترض أن يعتقد الجمهور أنني الأفعى المتحولة وفي تحول مفاجئ للأحداث، تم الكشف عن نيا كأفعى ايضَا. المسلسل مليء بالتقلبات وكان هذا أحدها. ما يحدث ل ناينتارا هو لغز وسوف يتم كشفه من تلقاء نفسه. بالنسبة لي، كان من المفترض دائمًا أن تكون رحلتي في المسلسل بهذه الطريقة. لا توجد مشكلة السيناريو. كنت أعلم دائمًا أن دوري سينتهي ".

## وصلات خارجية
- جاسمين بهاسين على موقع IMDb (الإنجليزية)
- جاسمين بهاسين على موقع قاعدة بيانات الفيلم (الإنجليزية)